# Liste der denkmalgeschützten Objekte in Schwarzenbach an der Pielach
Die Liste der denkmalgeschützten Objekte in Schwarzenbach an der Pielach enthält die 4 denkmalgeschützten, unbeweglichen Objekte der Gemeinde Schwarzenbach an der Pielach im niederösterreichischen Bezirk Sankt Pölten-Land.

## Denkmäler
| Foto |                 | Denkmal                                                                       | Standort                                        | Beschreibung | Metadaten |
| ---- | --------------- | ----------------------------------------------------------------------------- | ----------------------------------------------- | --- | --- |
| ja   | Datei hochladen | Kath. Pfarrkirche hl. Katharina und Friedhof HERIS-ID: 60954 Objekt-ID: 73341 | neben Brunnrotte 5 Standort KG: Schwarzenbach   | Schlichter, im Kern spätmittelalterlicher Saalbau mit barockisiertem Langhaus und Nordturm, von terrassenförmig angelegtem Friedhof umgeben. | BDA-Hist.: Q38093798 Status: § 2a Stand der BDA-Liste: 2025-06-30 Name: Kath. Pfarrkirche hl. Katharina und Friedhof GstNr.: .138 Pfarrkirche hl. Katharina, Schwarzenbach an der Pielach |
| ja   | Datei hochladen | Pfarrhof HERIS-ID: 60958 Objekt-ID: 73345                                     | Brunnrotte 5 Standort KG: Schwarzenbach         | Lang gestreckter eingeschoßiger Bau parallel zur nördlichen Kirchenfront, im Kern aus dem 16. Jahrhundert.                                   | BDA-Hist.: Q38093828 Status: § 2a Stand der BDA-Liste: 2025-06-30 Name: Pfarrhof GstNr.: .139 Pfarrhof Schwarzenbach an der Pielach                                                       |
| ja   | Datei hochladen | Ölbergkapelle HERIS-ID: 60955 Objekt-ID: 73342                                | Brunnrotte 4a, neben Standort KG: Schwarzenbach | Ölbergkapelle mit Rundbogenöffnung aus dem 18. Jahrhundert, steht nahe der Brücke über die Pielach.                                          | BDA-Hist.: Q38093810 Status: § 2a Stand der BDA-Liste: 2025-06-30 Name: Ölbergkapelle GstNr.: .234 Ölbergkapelle Schwarzenbach an der Pielach                                             |
| ja   | Datei hochladen | Figurenbildstock hl. Johannes Nepomuk HERIS-ID: 60956 Objekt-ID: 73343        | Brunnrotte 4, bei Standort KG: Schwarzenbach    | Figurenbildstock des hl. Johannes Nepomuk aus der 2. Hälfte des 18. Jahrhunderts.                                                            | BDA-Hist.: Q38093821 Status: § 2a Stand der BDA-Liste: 2025-06-30 Name: Figurenbildstock hl. Johannes Nepomuk GstNr.: 1321 Figurenbildstock hl. Nepomuk Schwarzenbach a. d. Pielach       |